# Мері Ґілмор

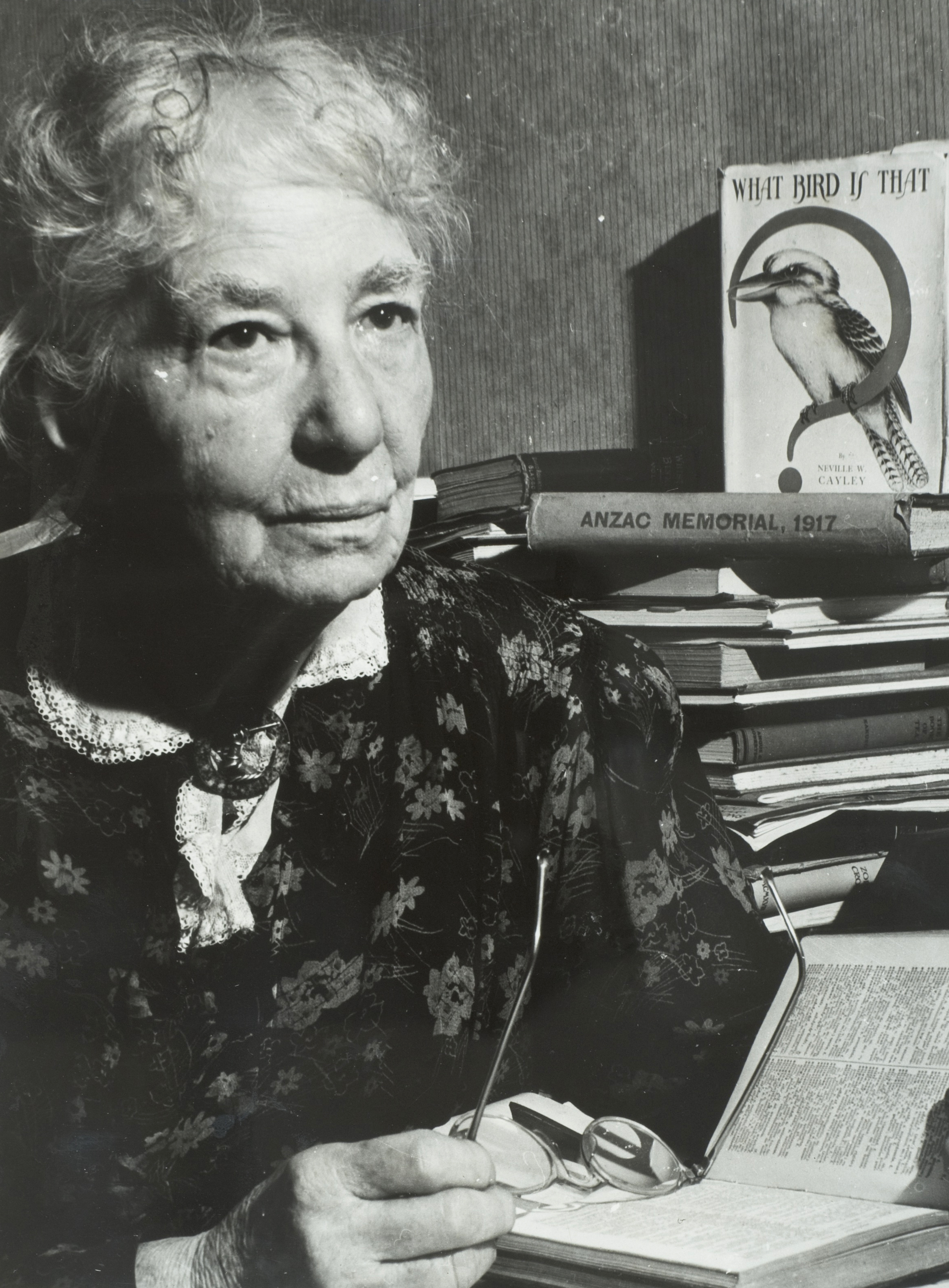
Мері Гілмор

Мері Джин Ґілмор (англ. Mary Gilmore) — австралійська поетка, суспільна діячка та редакторка. 1937 року відзначена королем Великої Британії титулу дами-командора Ордена Британської імперії (вперше присвоєний за літературні заслуги).
Зображення Мері Ґілмор надруковане на банкноті у 20 австралійських доларів 1993 року випуску.

## Життєпис
Народилась 1865 року в штаті Новий Південний Уельс.
Померла 1962 року в Сіднеї, урна з її прахом похована на цвинтарі м. Клонкурі, штат Квінсленд поруч з могилою її чоловіка.

## Діяльність
Захоплена соціалістично-утопістськими ідеями Лейна, Ґілмор приєдналась до робочого руху Австралії і брала участь у заснуванні комуни «Нова Австралія» (1893—1899) у Парагваї. 23 роки працювала у профспілковій газеті Worker.
В поетичних роботах досліджувала теми жіночої інтимности, материнської любови, особистого та сімейного (збірка «В родині та інші вірші», 1910). Зображує Австралію, овіяну аборигенськими сказаннями, з її неповторними ландшафтами, горем трудового народу та боротьбою за соціальну справедливість.
Найвідомішою роботою став вірш «Вороги не зберуть наш врожай», що став закликом до стійкості і підтримкою бойового духу під час планів японського вторгнення в Австралію у 1942 році. Дві строфи з цієї поезії у вигляді захисного мікродруку нанесені на банкноту в 10 австралійських доларів з портретом Ґілмор.

## Пам'ять
Профспілки Мельбурна, Брісбена і Ньюкаслу в 1964 започаткувала премії імені Ґілмор за кращі літературні твори.
В 1973 році пошта Австралії випустила марку з зображенням Мері Ґілмор.
Передмістя Канберри, виборчий округ Ґілмор палати представників штату Новий Південний Уельс названі на честь Мері Ґілмор.

## Поетичні збірки
- «Пристрасне серце» (1918)
- «Критий віз» (1925)
- «Дикий лебідь» (1930)
- «Під Вілгами» (1932)
- «За батьківщину Австралію» (1945)